# Kari (città)
Kari è una suddivisione dell'India, classificata come nagar panchayat, di 8.686 abitanti, situata nel distretto di Tikamgarh, nello stato federato del Madhya Pradesh. In base al numero di abitanti la città rientra nella classe V (da 5.000 a 9.999 persone).

## Geografia fisica
La città è situata a 24° 51' 14 N e 78° 50' 15 E.

## Società

### Evoluzione demografica
Al censimento del 2001 la popolazione di Kari assommava a 8.686 persone, delle quali 4.570 maschi e 4.116 femmine. I bambini di età inferiore o uguale ai sei anni assommavano a 1.712, dei quali 923 maschi e 789 femmine. Infine, coloro che erano in grado di saper almeno leggere e scrivere erano 3.139, dei quali 2.157 maschi e 982 femmine.